# 베이르스홋 AC
베이르스홋 AC(Beerschot AC)은 안트베르펜을 연고지로 하던 벨기에의 축구 클럽이다.
1920년 KFC 헤르미날 에케런(KFC Germinal Ekeren)이라는 이름으로 창단되었으며 1999년 K 베이르스홋(K Beerschot VAC)을 합병하면서 헤르미날 베이르스홋(Germinal Beerschot)이라는 이름으로 바뀌었다. 2013년 구단의 재정 부도로 인해 해체되었다. KFC O 빌레이크(KFC O Wilrijk)와 합병하여 KFC O 베이르스홋빌레이크(KFC O Beerschot-Wilrijk)라는 이름으로 지역 리그에 참가하고 있다.

## 역대 감독
| 감독        | 임기        |
| ----------- | ----------- |
| 배리 휴스   | 1988 ~ 1989 |
| 요스 다르던 | 2005 ~ 2006 |
| 요스 다르던 | 2009 ~ 2010 |